# 比亚迪汽车
比亚迪汽车（英語：BYD Auto），成立于2003年，是一家中国大陸的民营汽車製造商，母公司为比亚迪股份有限公司，創辦人為王傳福。比亚迪主要生产充电式电动车辆、电动公交车、卡车、电动自行车、叉车及电池，其主力产品包括纯电动车（BEV）和插电式混合动力车（PHEV），在2022年3月後不再生产純燃油車。
比亚迪汽车的主要市场是中国大陆，但正在快速拓展全球市场，并已在香港交易所上市。2022年，比亚迪销售了186万辆充电式电动车，是2021年销量（593745辆）的三倍以上。2022年6月，比亚迪汽车宣布2022年上半年充电式电动车销量约64.1万辆，超越同期特斯拉公司销量，成为全球最大的电动汽车制造商。但在纯电动车的销量上，比亚迪的2022年销量为91万，仍逊于特斯拉的130万。直到2023年第4季，該統計板塊方得以正式超越，全年度銷量也只剩下一些差距。
比亚迪同时也生产电动车电池，是全球第三大电动汽车电池生产商，2022年上半年全球市场份额为12%，主要专注于磷酸铁锂电池（LFPB），其自家研發的磷酸鐵鋰電池被冠名為刀片電池。近年来，比亚迪还开发钠离子电池（SIB）技术。比亚迪公司采用这一相对安全的刀片电池技术，以确保用户的最大安全。

## 歷史

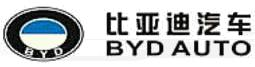
比亚迪汽车旧标志（1995-2007）

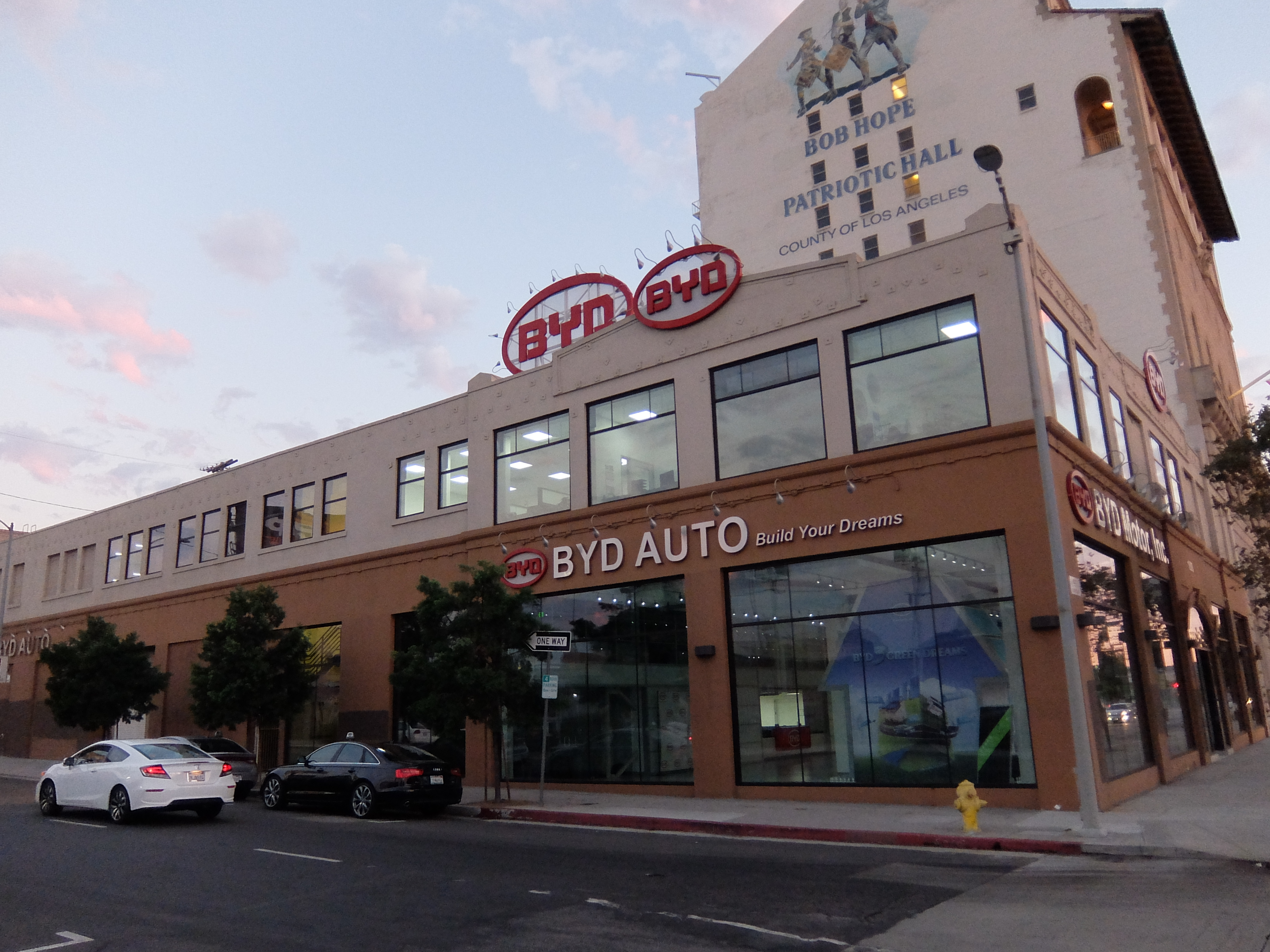
位于美国洛杉矶的比亚迪北美总部，總公司採用二代標誌

王傳福於1995年2月創辦比亚迪股份有限公司，並於2002年7月31日於香港股票上市。最初該公司僅製造充電電池，王傳福涉及侵犯電池製造的專利引发了一系列与具有專利權的日本三洋电机與索尼的法律訴訟。
2003年1月23日，比亞迪宣布以2.7億元人民幣收購西安秦川汽車77%的股份，正式跨足汽車製造產業。2004年，比亚迪汽车展出了其第一辆电动汽车并在中国国内参展。2005年9月，第一款自主品牌轿车比亚迪F3上市，连续多次创下中国国产品牌车型的销量记录。其后又研制出首款纯电动出租车比亚迪e6、首款纯电动大巴比亚迪K9。
2008年9月27日，中美能源公司在比亞迪入股，投资家李祿中介宣布入股該公司。
2008年12月底，沃伦·巴菲特斥资2.3亿美元收购比亚迪汽车代母公司比亚迪股份有限公司10%代股份。
2022年4月3日，比亚迪宣布，自3月起停止燃油汽车的整车生产，未来在汽车版块将专注于纯电动和插电式混合动力汽车业务。
2022年，比亚迪的新能源汽车销量总数为186万，是2021年的三倍以上。有分析称，中国经济下行及“消费降级”推动了买家转向更便宜的国产电动汽车，而非进口车或特斯拉等外国品牌。比亚迪多数车型的售价在10万至20万人民币（29,000 美元）之间，比特斯拉及蔚来、小鹏等其他竞争对手更为便宜。
2023年起也不斷進軍海外設廠生產東洋新車，主要方向比如東南亞的泰國、歐洲、加上中南美洲等大範圍全速開發，但同期中國車廠大舉開拓的俄獨立國協市場，比亞迪曾數度投資失利，每每鎩羽而歸撤出，故反而入局缺乏積極度，媒體稱當地有氣候因素、運作品牌差與時勢影響所致，事實上有不少新能源友商也不去布局。而國內方面，比亞迪則是絕對霸主，光比亚迪西安工厂的新能源汽车产量也占据了2022年西安市新能源汽车总产量的97.9%。然而比亚迪近年产量的最大涨幅来自海豚、元PLUS，均不在西安生产。至於美國市場，在擅長的電動車部分因為美國供應鏈的補貼要求，可能無法獲得優勢的比亞迪則是持觀望態度，並認為北美以墨西哥較具投資進入價值。
2024年3月，根据工业和信息化部的公告，比亚迪深圳坪山乘用车工厂停产，乘用车生产业务整体迁至位于深汕特别合作区的深汕比亚迪汽车工业园。
2025年2月10日，比亚迪董事长兼总裁王傳福在比亚迪智能化战略发布会上表示，比亚迪旗下自十万元人民币级别的车型起将全系标配其“天神之眼”高阶智驾系统，10万元以下的车型多数将搭载高阶智驾系统，包括海鸥、海豹05DM-i和第二代秦PLUS DM-i；比亚迪表示，其高阶智驾系统分为A、B、C三个版本，对A与B版进行的长距离实车测试显示其可全程高速零接管，其中A版本为三激光版（DiPilot 600），主要搭载于仰望汽车；B版本为激光版（DiPilot 300），主要搭载于腾势汽车、比亚迪品牌；C版本为三目版（DiPilot 100），主要搭载于比亚迪品牌。同年7月，比亚迪表示其智能泊车场景的能力媲美L4级，并承诺在中国市场对所有天神之眼车辆用户在智能泊车场景下的安全及损失进行兜底，截至2025年7月6日，比亚迪天神之眼智驾车型保有量已超过100万辆。

## 产品

### 乘用车（现存）
比亞迪乘用车主要分為两大系列：王朝系列（以中國古代王朝命名）和海洋系列（以海洋生物和军舰命名），执行分开销售，分为“王朝网”（仅销售王朝系列）和“海洋网”（仅销售海洋系列和e系列），除此之外還有傳統的字母系列等多個子品牌，據介紹，海洋網自e系列演變而來，針對未來世界的概念，這些車輛更加地洋氣，負責開拓新的領域，以世界的年輕人為目標，同時重視精緻的海洋美學，主打價格實惠廣泛使用科技
，而王朝系列則是結實的傳統動力結構，主要偏耕耘本土重視長久品牌的市場，展現穩重與商務的可靠性。

#### 王朝系列
王朝系列的車輛以中國古代王朝命名(車系分為pro和plus版本，部分車型設有冠軍版版本)
- 比亚迪秦
  - 比亚迪秦Plus（設有冠軍版）
  - 比亚迪秦L DM-i
  - 比亚迪秦L EV
- 比亚迪唐
  - 比亚迪唐L
- 比亚迪宋
  - 比亚迪宋Pro
  - 比亚迪宋Plus（通常在海洋网销售，設有冠軍版，海外版称作“海豹U”或“海狮06”）
  - 比亞迪宋L EV
  - 比亞迪宋L DM-i
- 比亚迪元
  - 比亚迪元Plus（通常在海洋网销售，出口版称作“Atto 3”）
  - 比亞迪元UP（海外版称作“Atto 2”）
- 比亞迪漢（設有冠軍版）[27]
  - 比亚迪漢L
- 比亚迪夏（插混MPV）

#### 海洋系列
海洋系列的纯电动车以各种海洋动物命名，而插电混动车以各种海军舰艇命名。
- 比亞迪海鷗（纯电都市車）
- 比亚迪海豚（纯电掀背车）
- 比亚迪海豹（纯电中型斜背车）
  - 比亚迪海豹06 GT（纯电运动型掀背车)
  - 比亚迪海豹05 DM-i（插混紧凑型轿车）
  - 比亚迪海豹06 DM-i（插混中型轿车）
  - 比亚迪海豹06 EV（纯电中型轿车）
  - 比亚迪海豹07 DM-i（插混大型轿车）
- 比亚迪海狮05 DM-i（插混紧凑型SUV）
- 比亚迪海狮05 EV（纯电紧凑型SUV）
- 比亚迪海狮06（纯电和插混中型SUV）
- 比亚迪海狮07 DM-i（插混中型SUV）
- 比亚迪海狮07 EV（纯电中型SUV）
- 比亚迪驱逐舰05（插混紧凑型轿车）

#### e系列
- 比亚迪e2
- 比亚迪e6
- 比亚迪e7

#### 其他
- 比亞迪D1，滴滴出行定制版车型[28]
- 比亚迪Shark（插混皮卡，仅海外销售）
- 比亞迪M6 EV（比亚迪宋Max的出口電動版）

### 乘用车（停产）
2022年，比亚迪所有燃油车型全部停产。
- 比亞迪福萊爾
- 比亚迪F0
- 比亚迪F3
- 比亞迪F3DM
- 比亞迪L3
- 比亚迪G5
- 比亚迪e1
- 比亚迪e3
- 比亚迪e5
- 比亚迪e9
- 比亚迪S6
- 比亚迪S7
- 比亞迪S8
- 比亚迪M6
- 比亚迪护卫舰07（插混中型SUV）

### 豪华车
- “腾势”品牌
  - D9
  - N7
  - N8L
  - N9
  - Z9
  - Z9 GT

### 性能车
- “仰望”品牌：以“e4”（读作“易四方”）独立四轮驱动（individual-wheel drive）技术平台为基础的豪华性能车
  - 仰望U7（轎車)
  - 仰望U8（增程式越野车）
  - 仰望U9（纯电超級跑車）
- “方程豹”品牌
  - 鈦3（纯电紧凑型SUV）
  - 鈦7（插混全尺寸越野SUV）
  - 豹5（插混中型越野SUV）
  - 豹8（插混全尺寸越野SUV）

### 商用车
- 比亚迪B12
- 比亚迪C6
- 比亚迪K6
- 比亚迪K7
- 比亚迪K8
- 比亚迪K8S（双层巴士)
- 比亚迪K9
- 比亚迪K9A
- 比亚迪K9F
- 比亚迪K10
- 比亞迪M3
- 比亚迪T3
- 比亚迪T10
- 比亚迪Q1(牵引车）

### 发动机
| 型号      | 排量（mL） | 燃料 | 进气形式 | 气缸数量 | 最大马力（Ps/rpm） | 最大扭矩（N·m/rpm） |
| --------- | ---------- | ---- | -------- | -------- | ------------------ | ------------------- |
| BYD476ZQA | 1497       | 汽油 | 涡轮增压 | 4        | 154/5200           | 240/1750-3500       |
| BYD487ZQA | 1999       | 汽油 | 涡轮增压 | 4        | 205/5500           | 320/1750-4500       |

## 图库

### 汽車

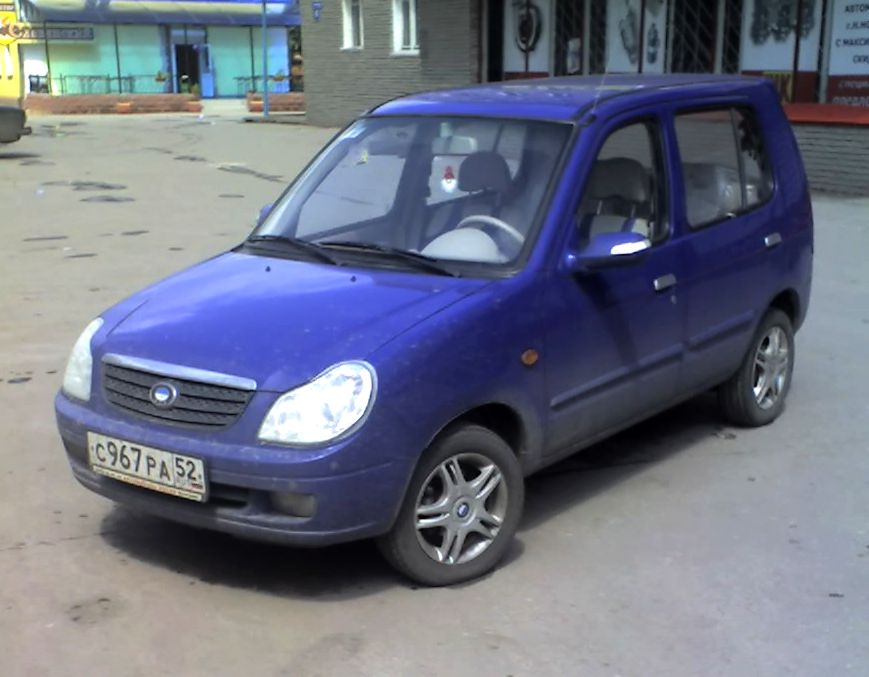
比亞迪福萊爾（2003），為比亞迪首款汽車
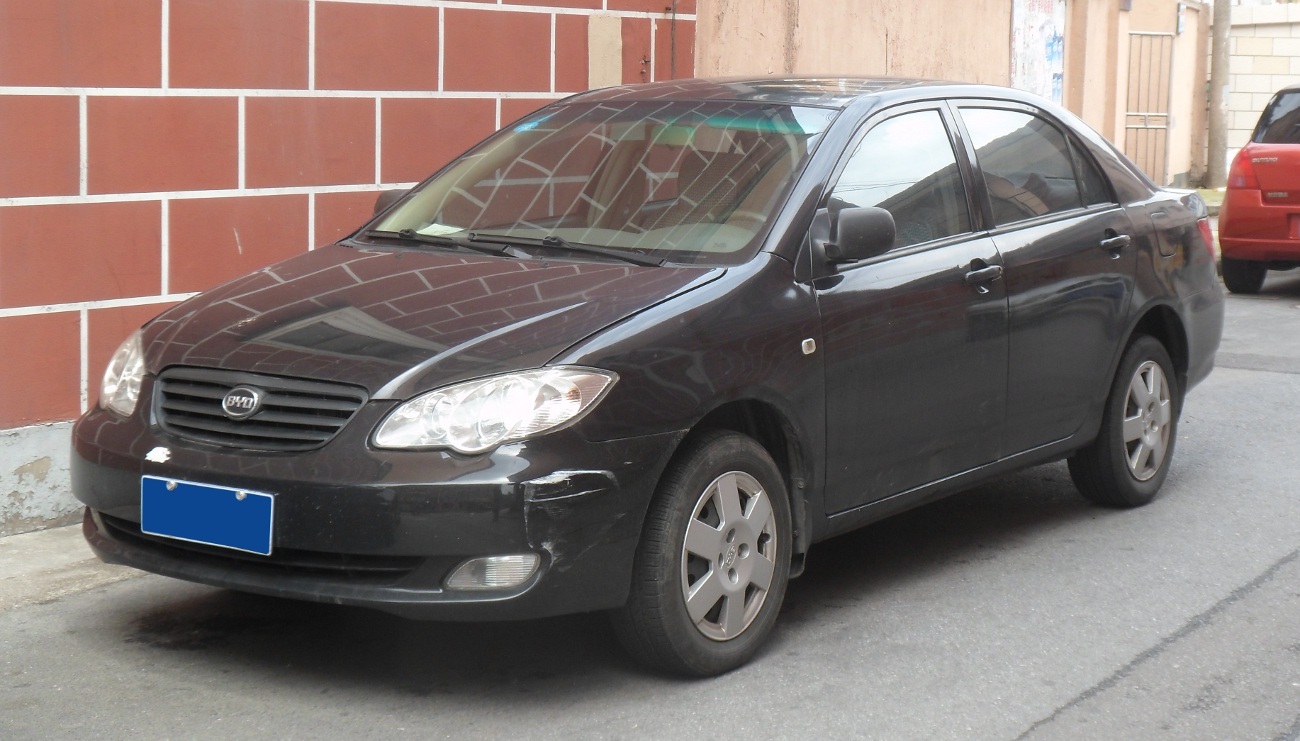
比亞迪F3（2005）
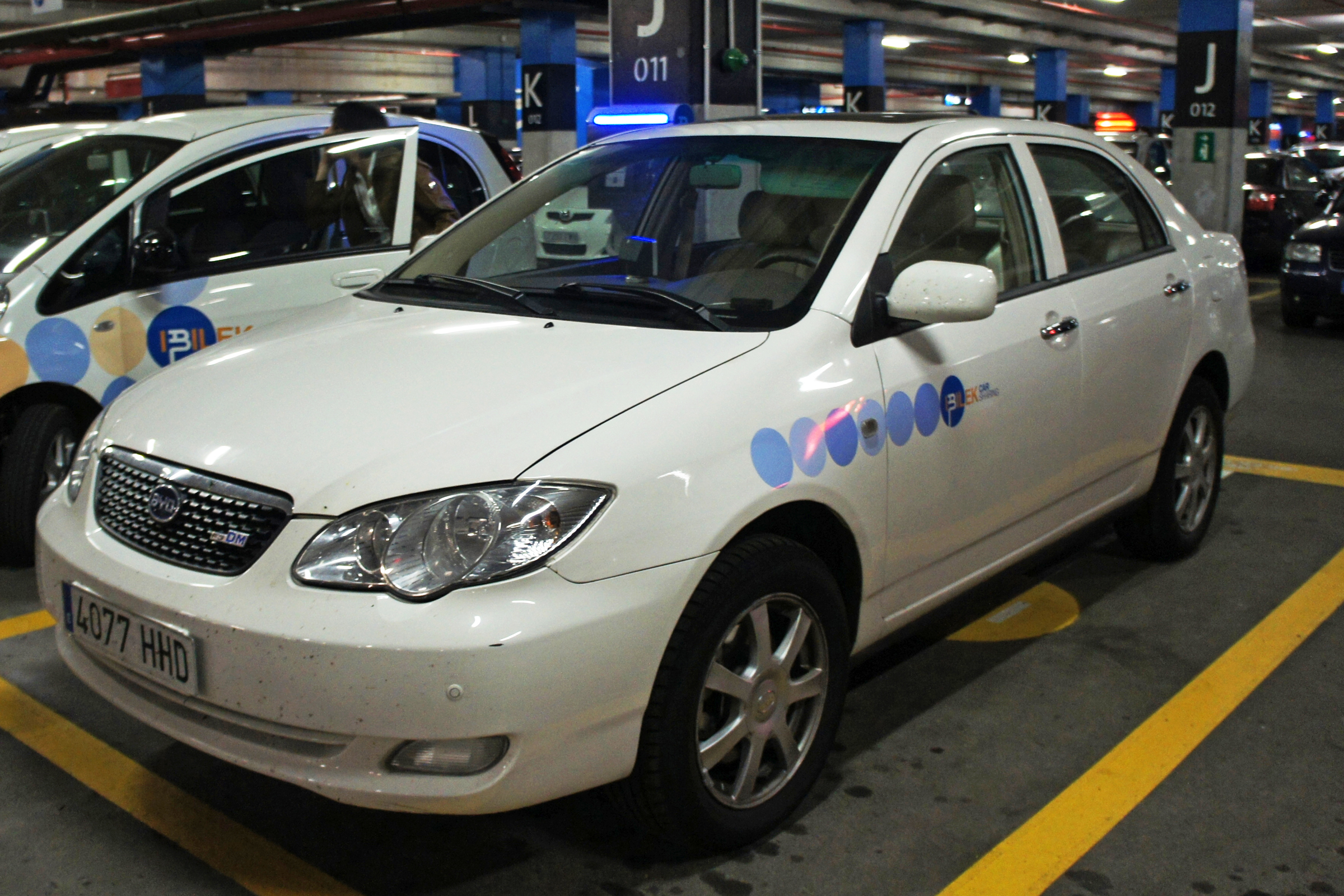
比亞迪F3DM（2008），為比亞迪首款電動車
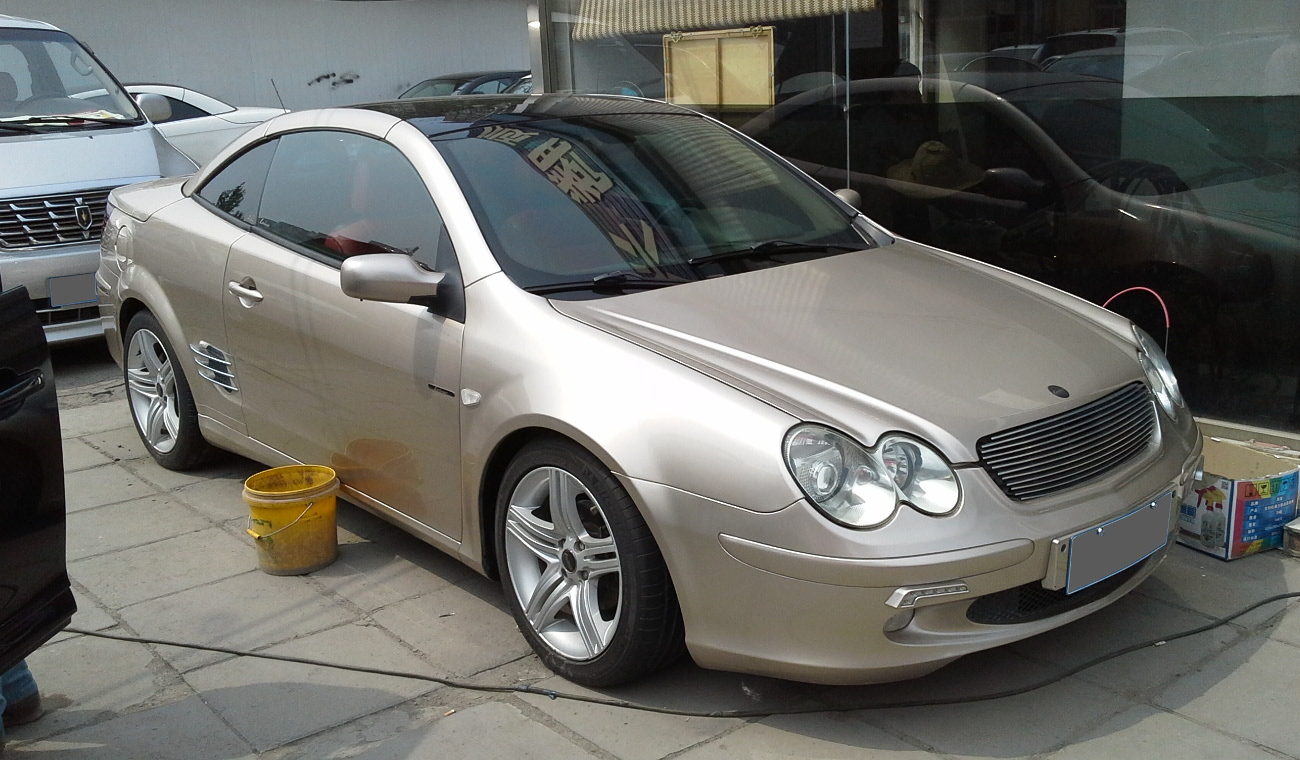
比亞迪S8（2009），為比亞迪唯一一款敞篷跑車
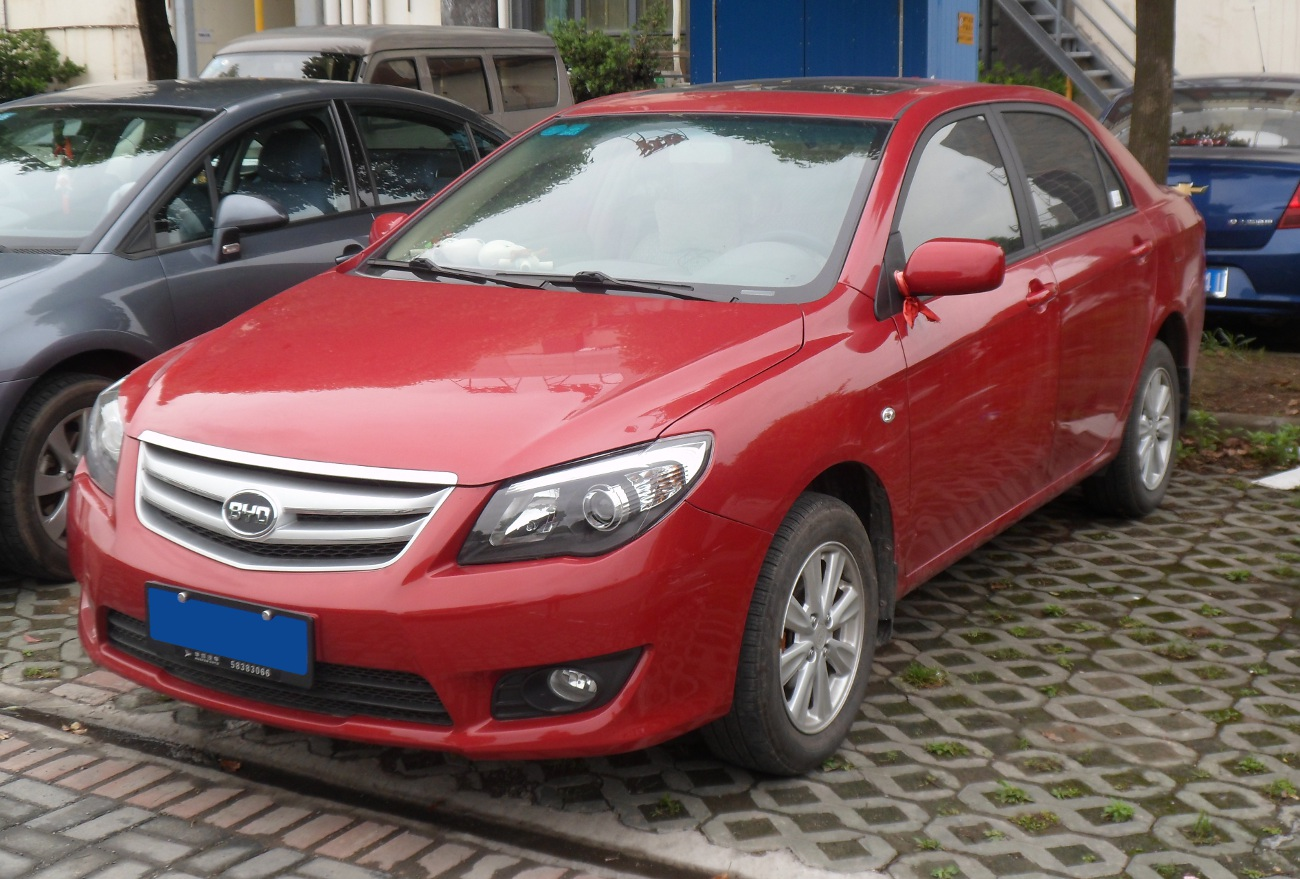
比亞迪L3（2010）
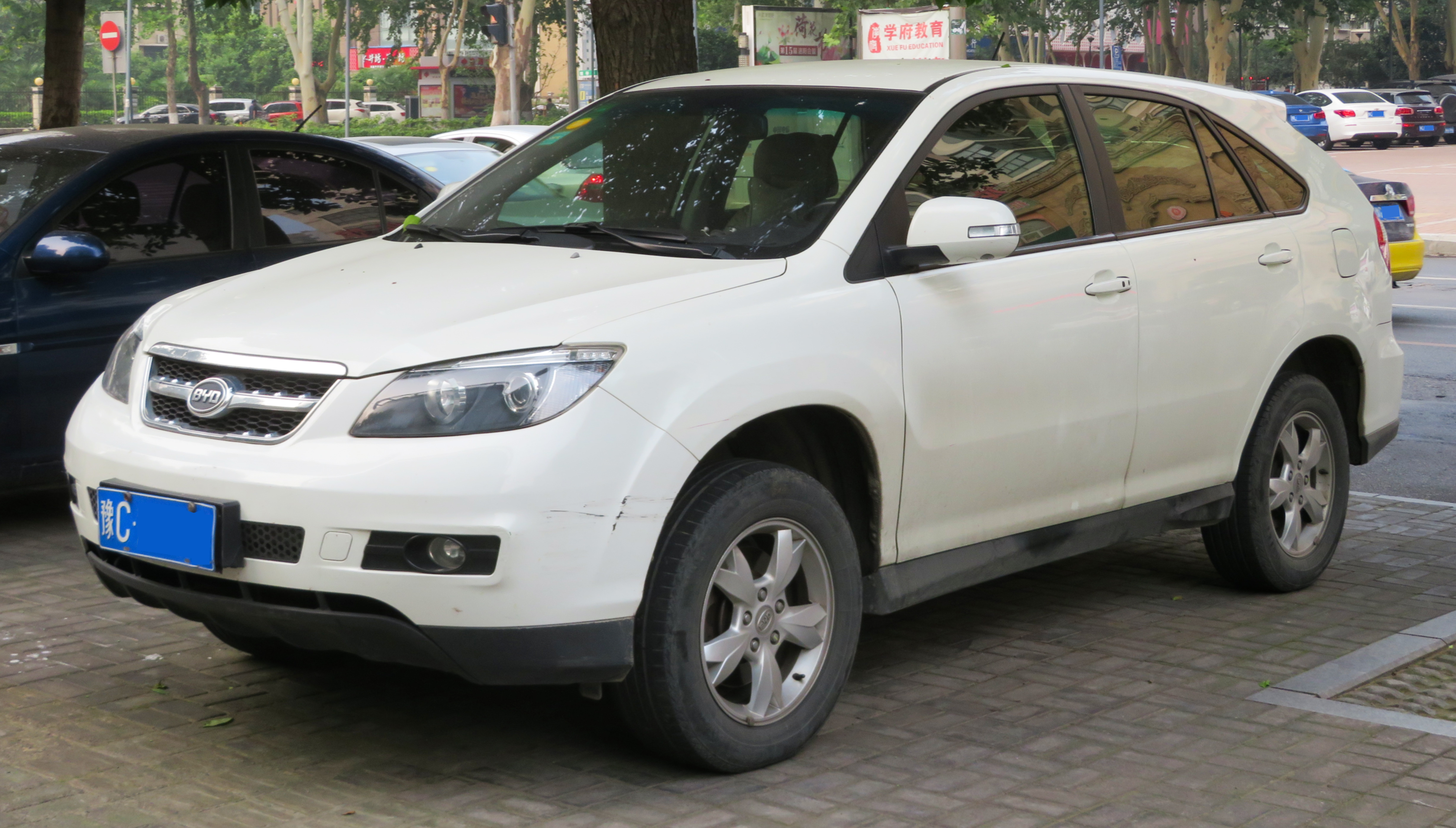
比亞迪S6（2011），為比亞迪首款SUV
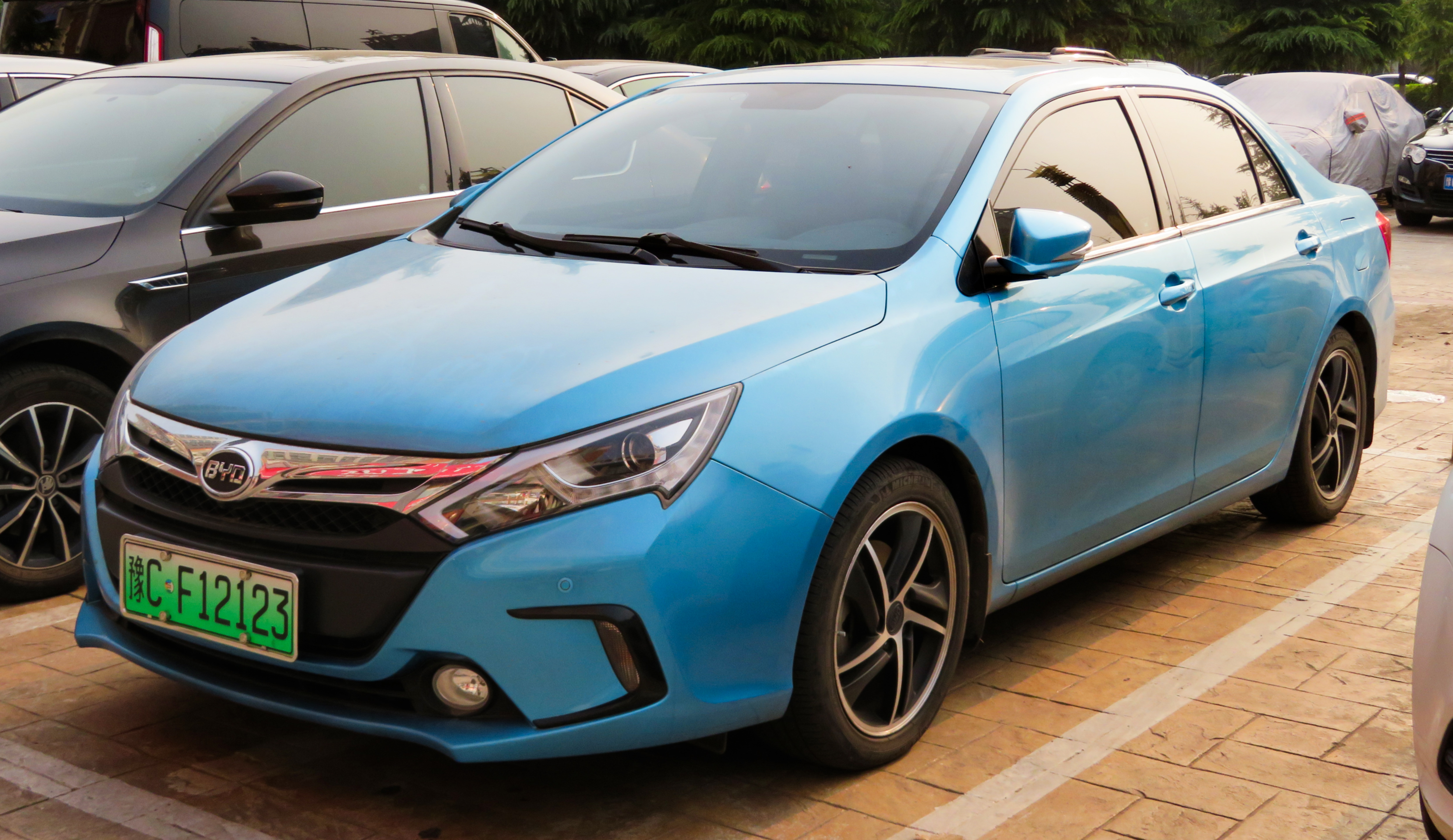
比亞迪秦（2014）
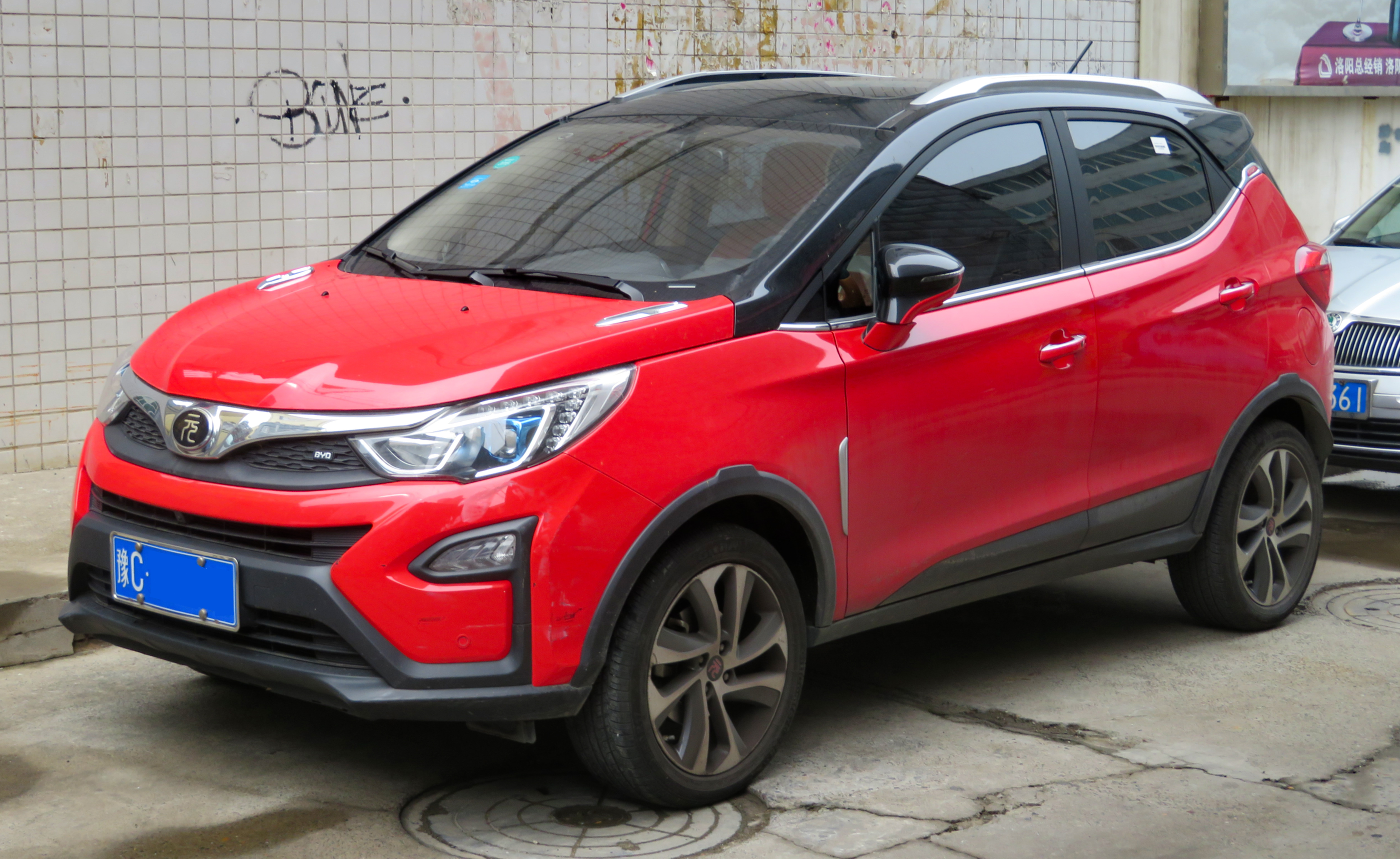
比亞迪元（2016）
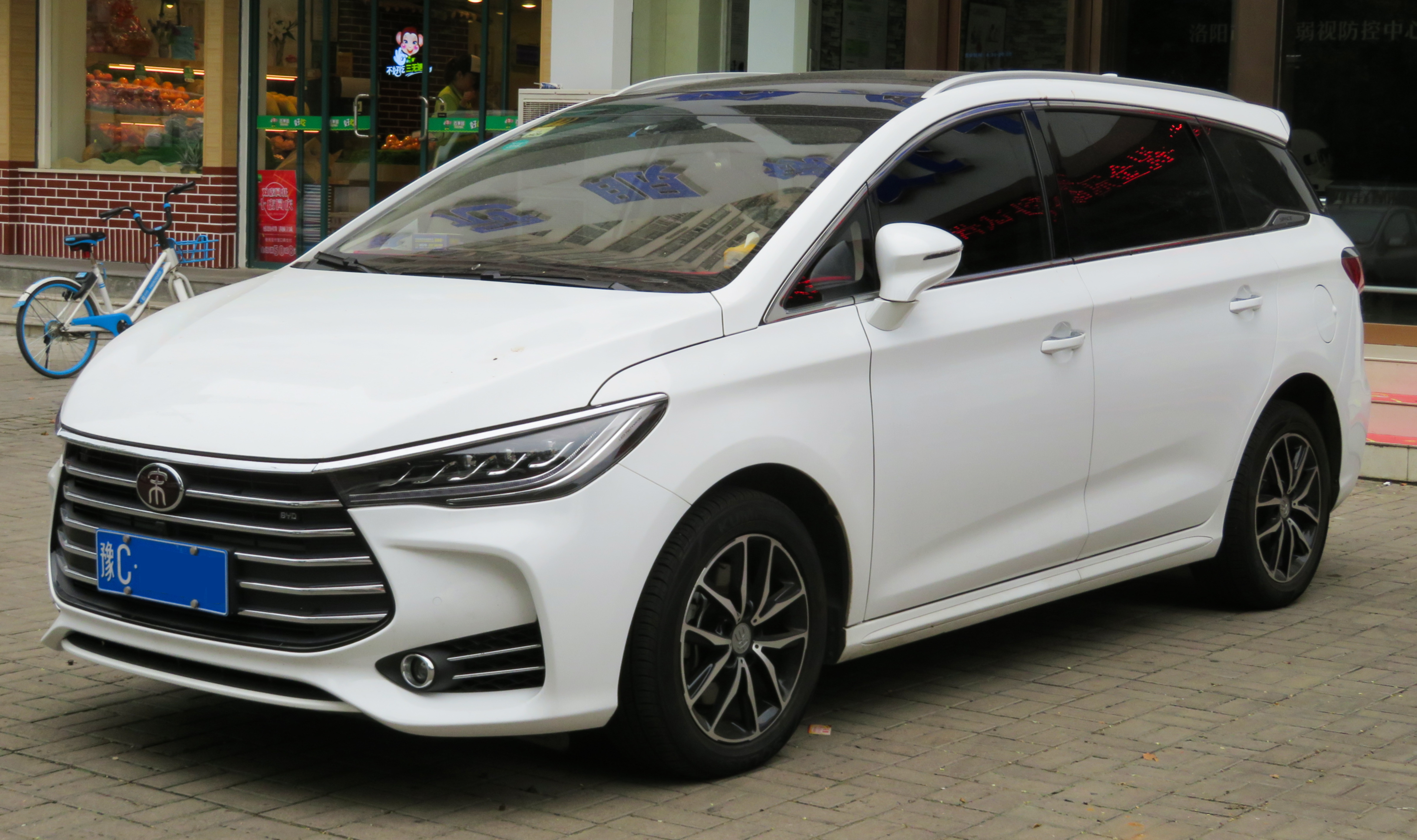
比亞迪宋Max（2018）
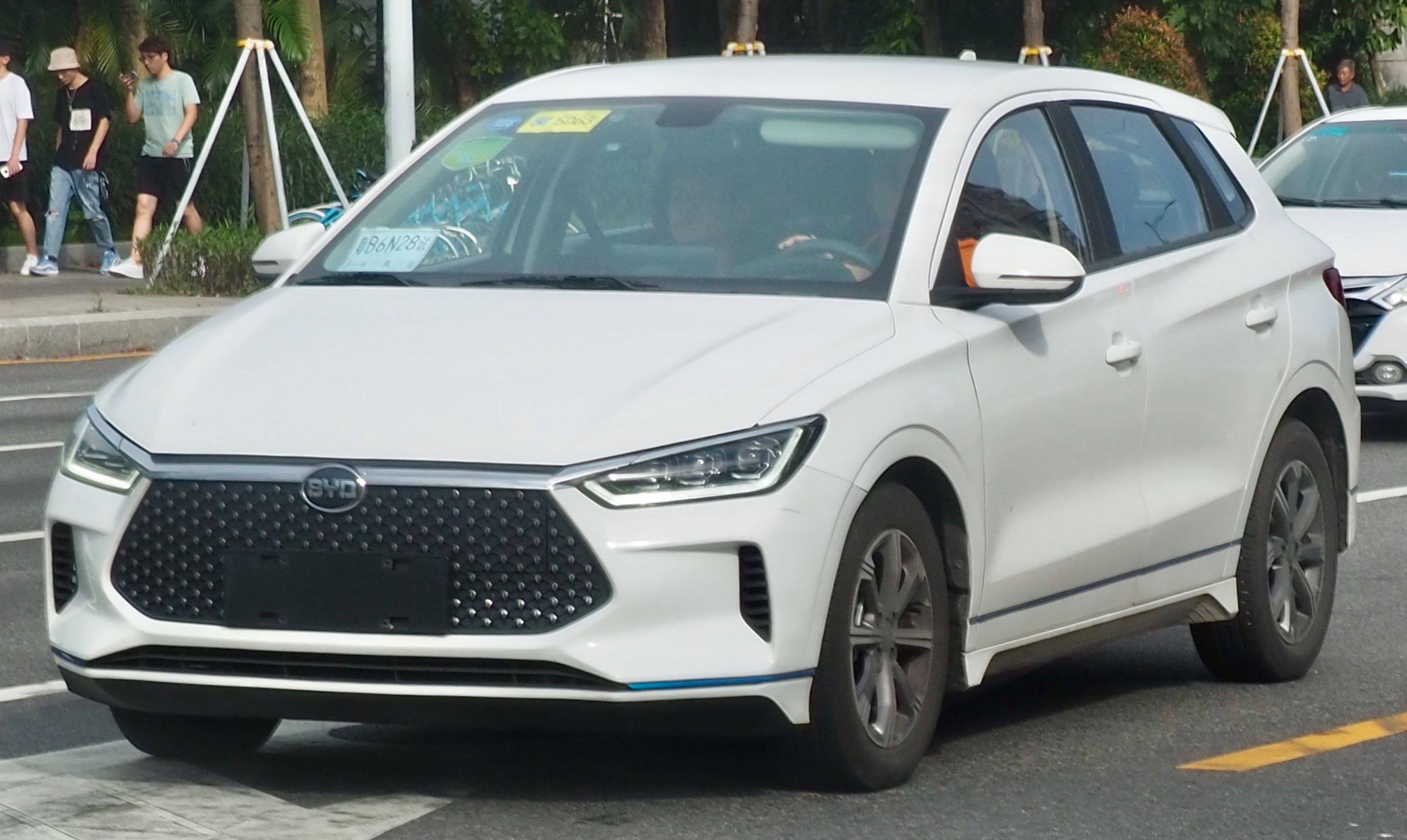
比亞迪e2（2019）
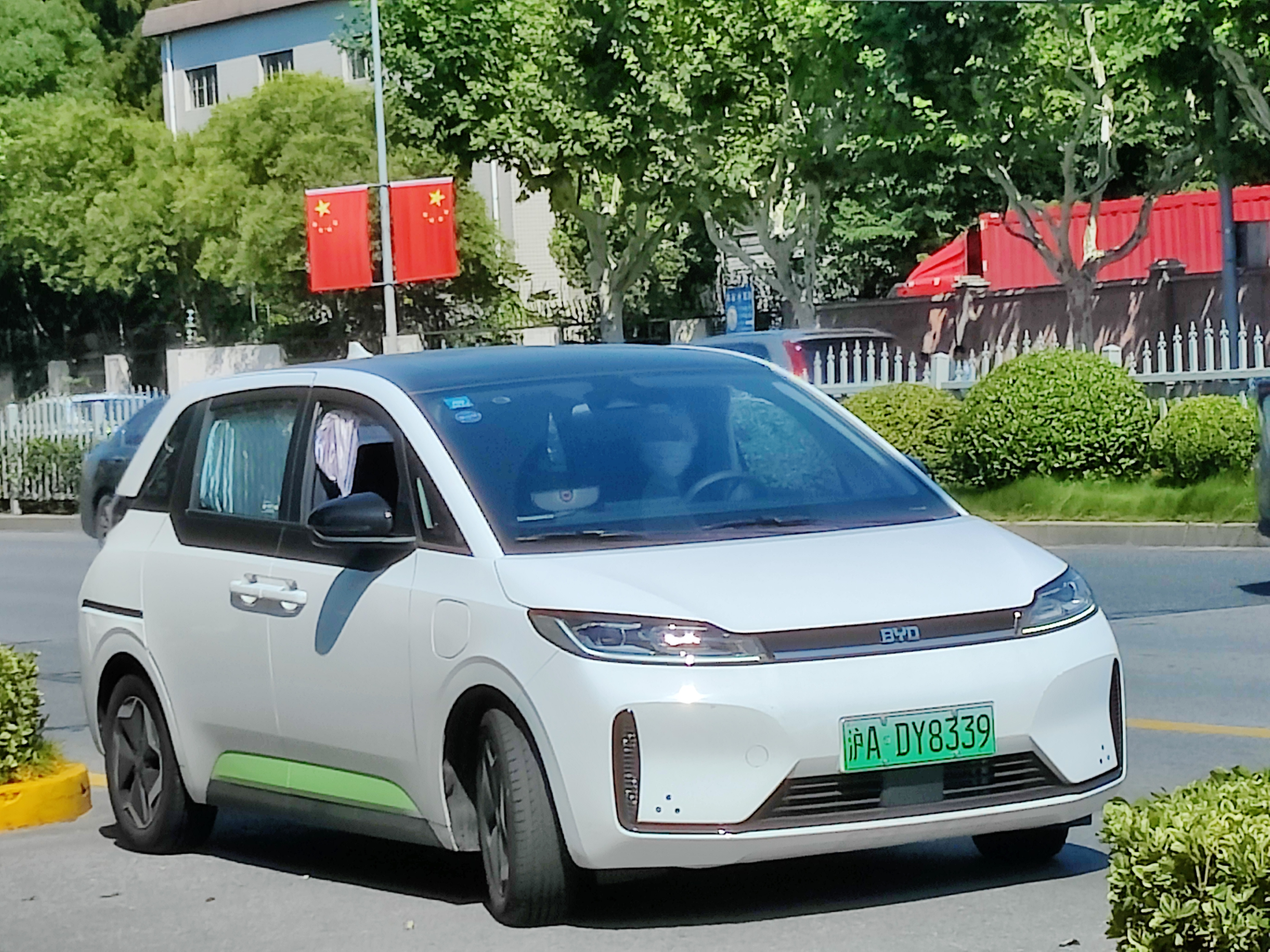
比亞迪D1（2020），專為網約車設計
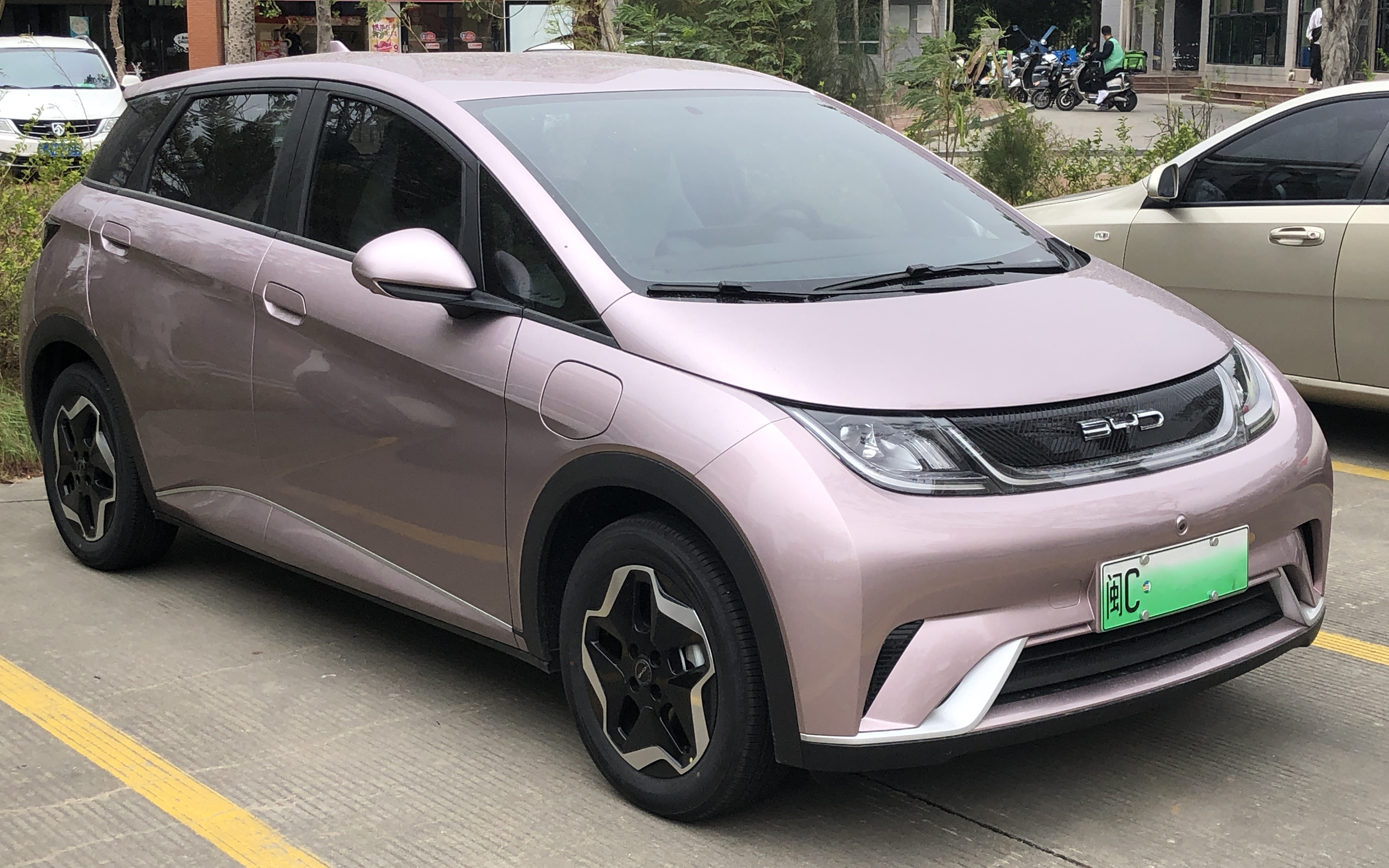
比亞迪海豚（2021）
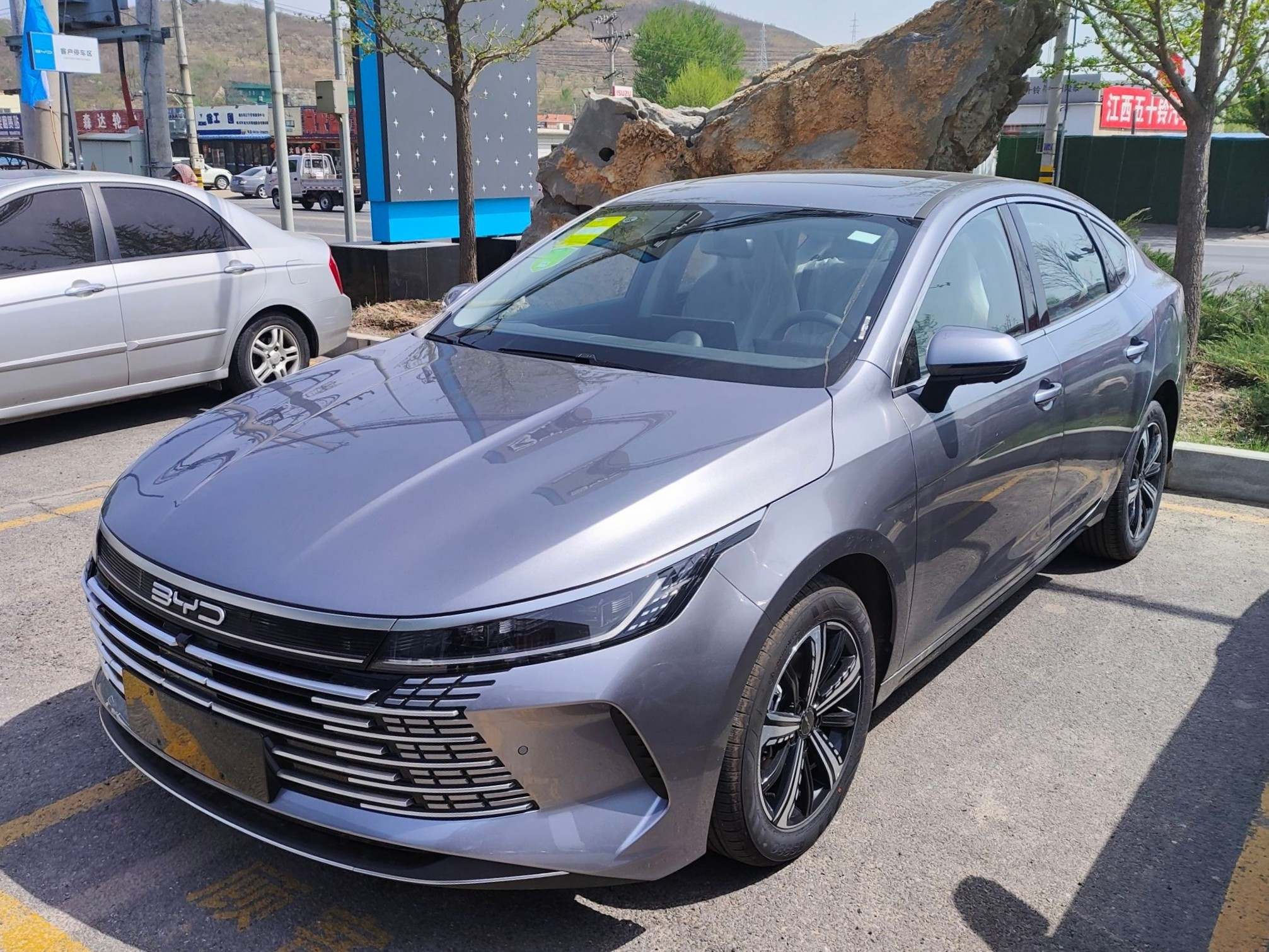
比亞迪驅逐艦05（2022）

### 巴士

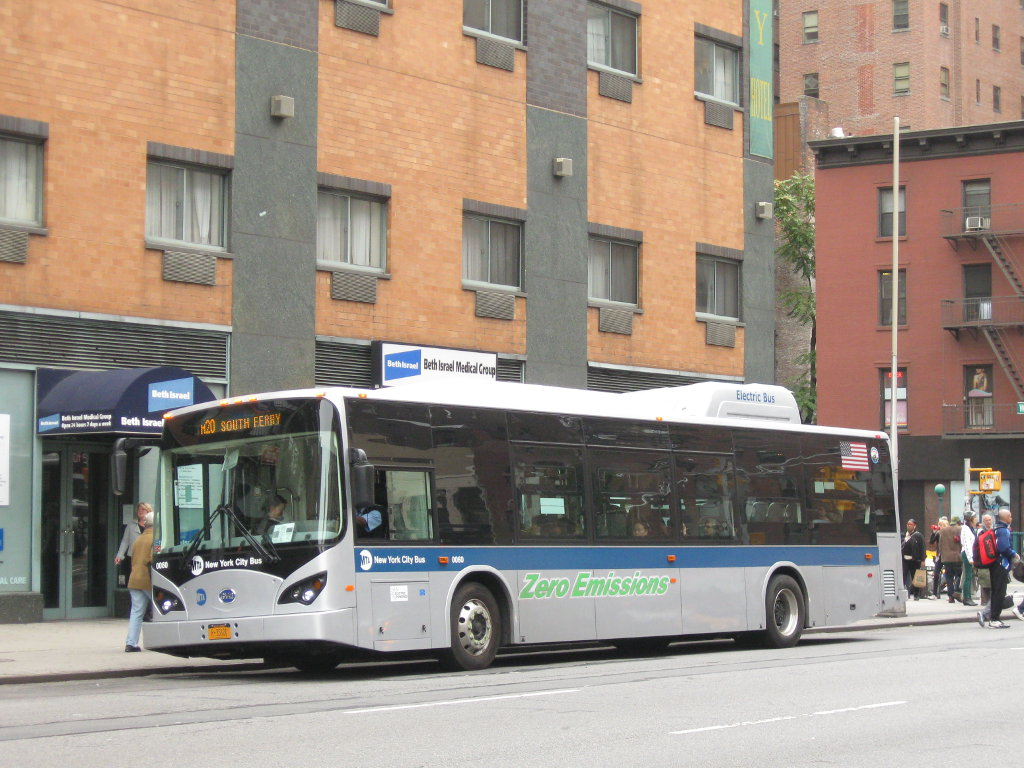
比亞迪K9
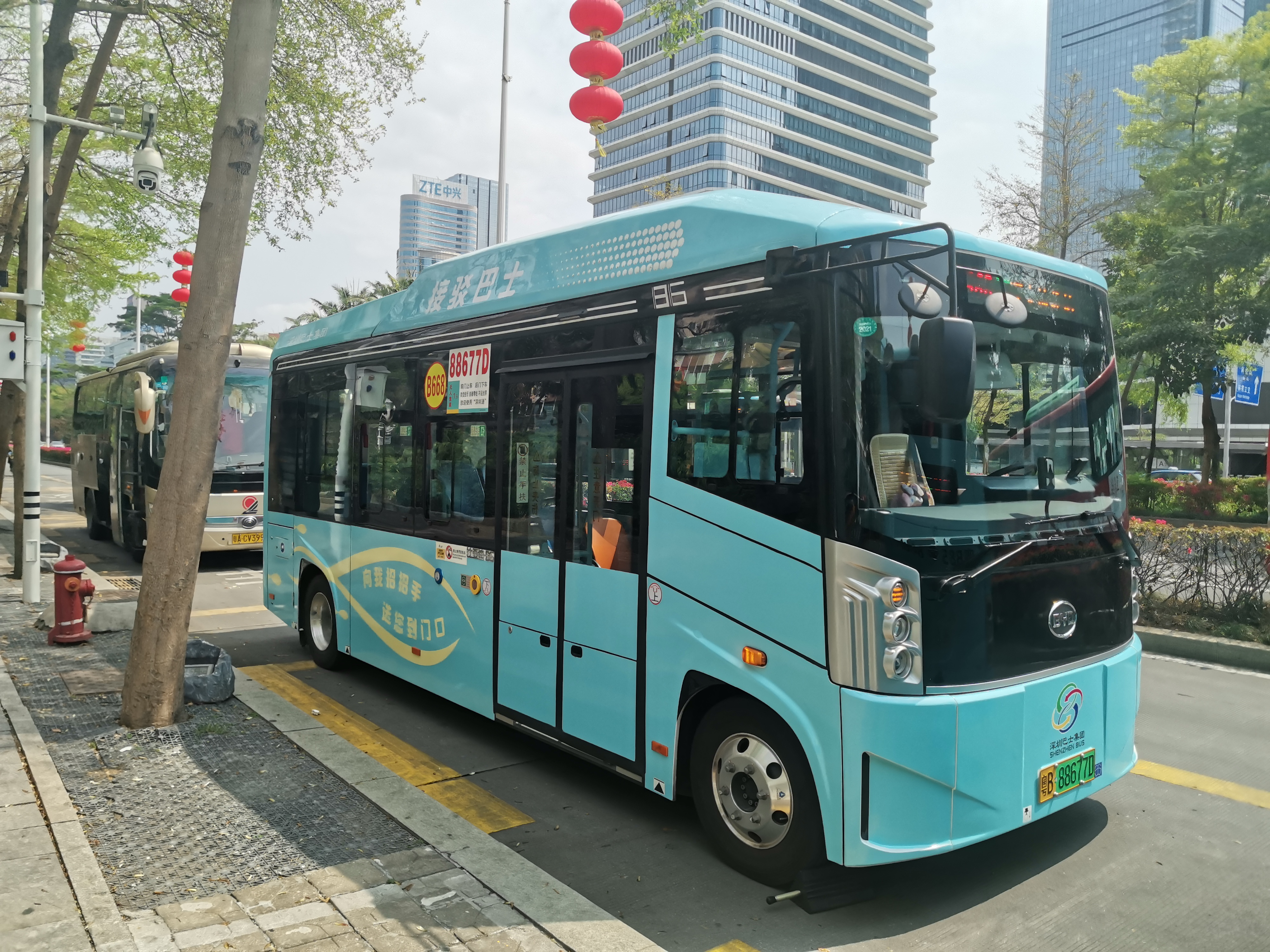
B6
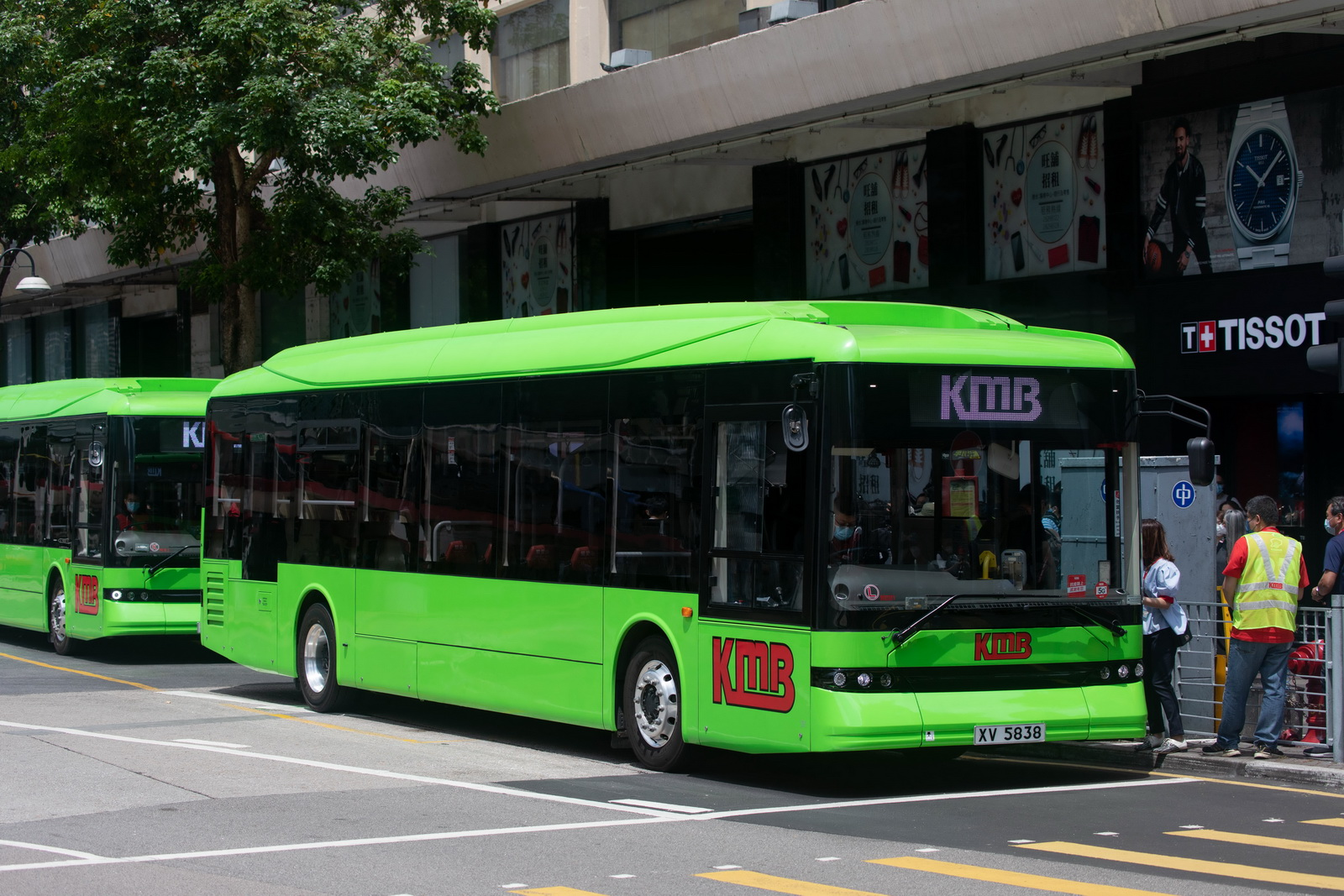
B12A
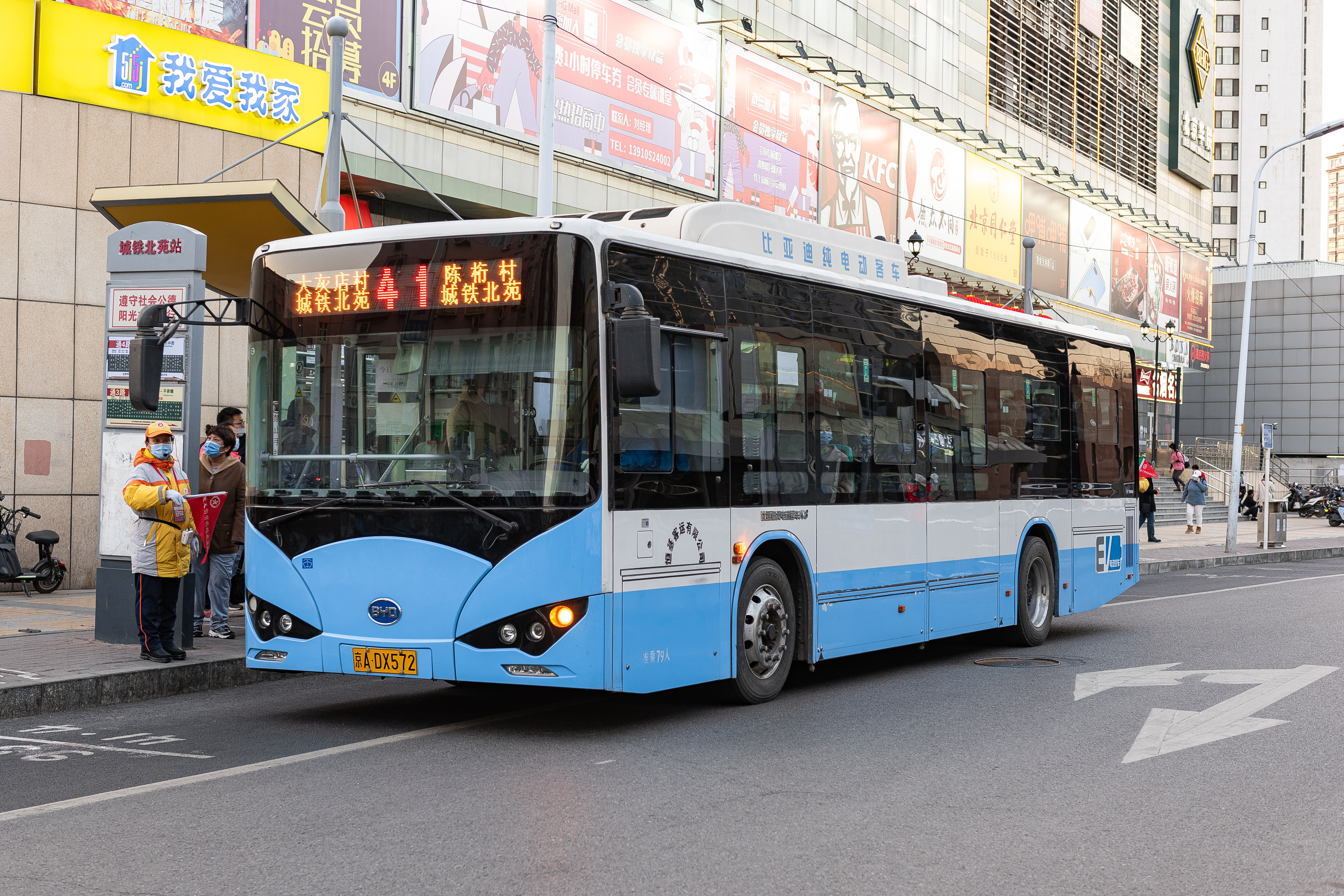
K8
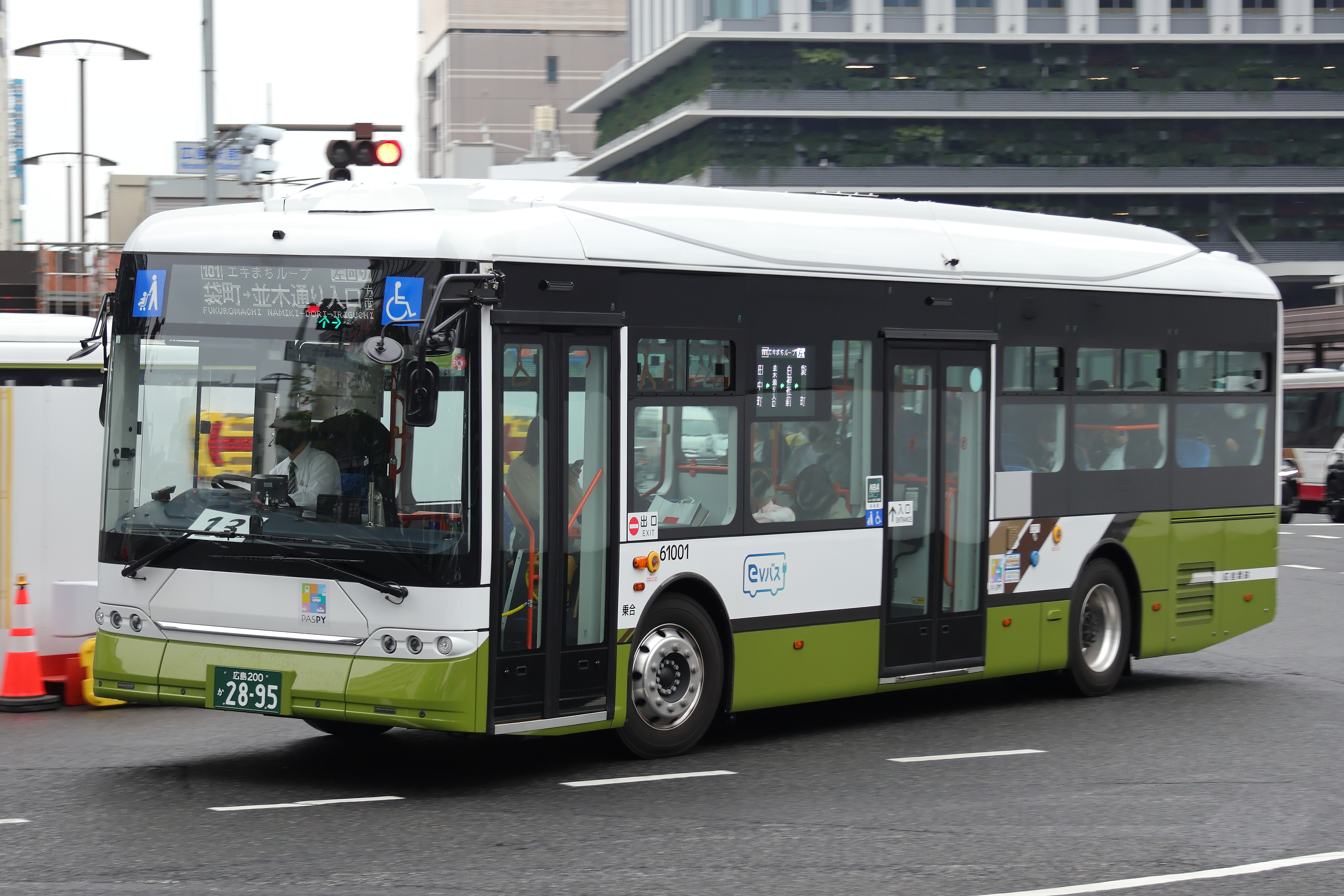
K8 日系規格的車
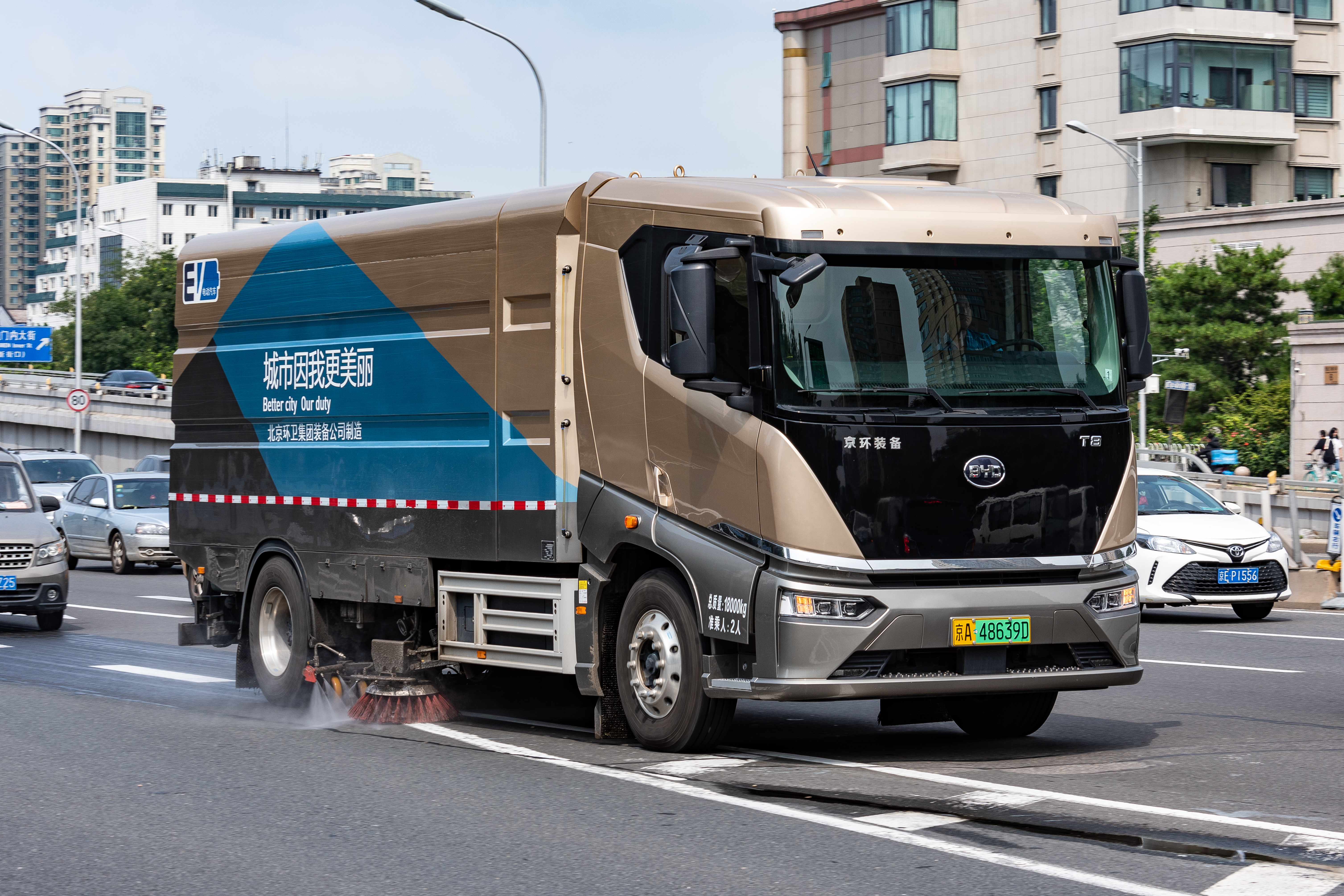
T8
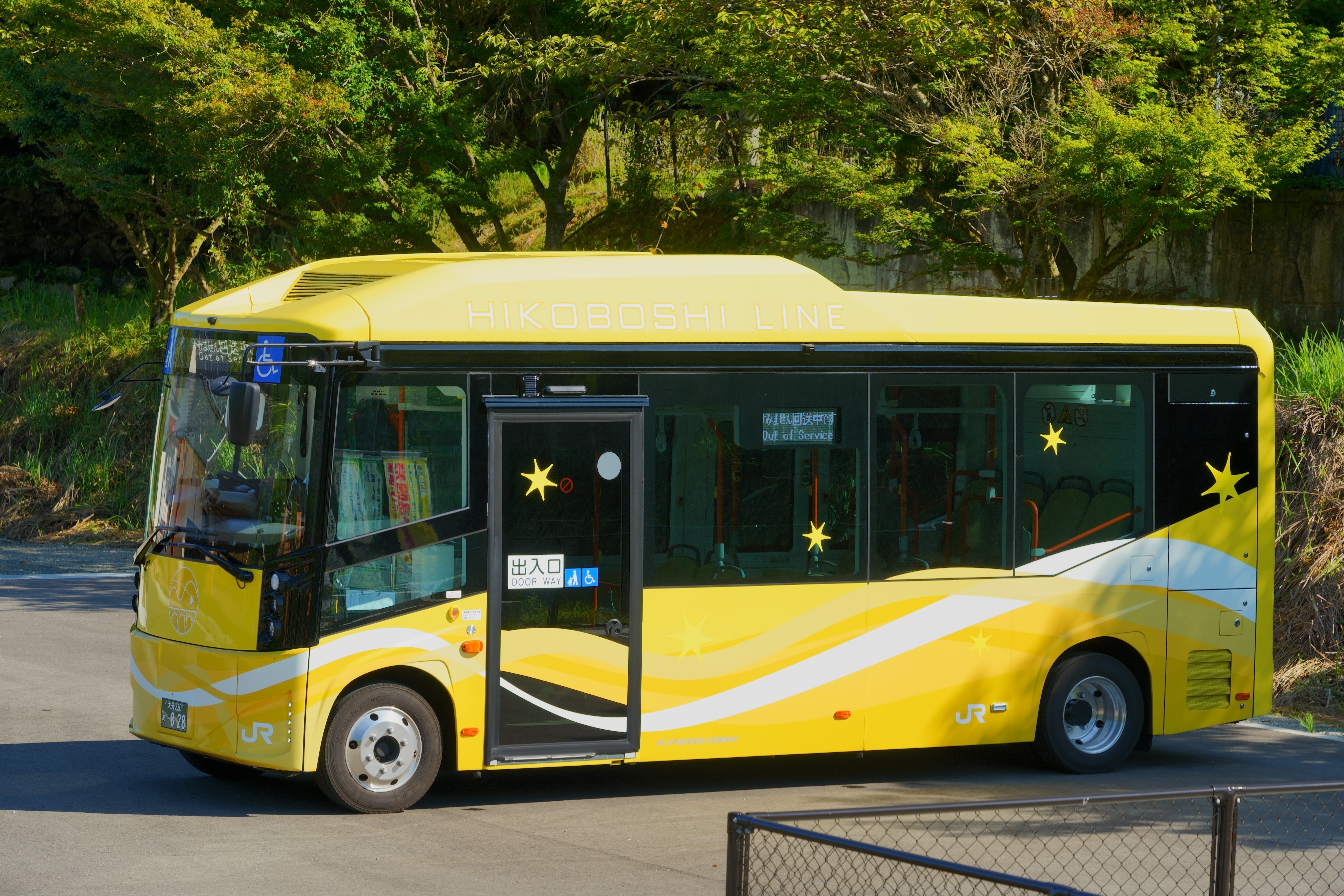
J6

## 相关事件

### 长沙比亚迪空气污染
《中国慈善家》杂志2022年5月称，居住于湖南省长沙市雨花区多名业主向其反映，今年4月以来多人身体不适，表现为频繁流鼻血、头晕、恶心、久咳不止等，附近小学也有几十名学生近期出现流鼻血。一些居民反映常有刺激性气味弥漫整个小区。人民网“领导留言板”中，也有网民反映称长沙比亚迪在建油漆厂对附近小区造成空气污染。相关街道及环境单位2021年5月8日对信访举报给出的反馈显示，长沙市雨花区比亚迪制造厂涂装车间油漆味严重的情况基本属实，但近期检测均为废气达标排放，符合国家标准。有居民自测则显示室内tvoc数值超过国家标准。雨花区生态环境执法大队对居民称，已尽力，但无从解决。同年5月7日比亚迪声明回应称，园区排放符合法规及标准，对异味情况已采取措施积极改善。网传“排放超标引起流鼻血”属恶意捏造关联，已就此报警。

### 长城汽车举报油箱排放不达标
2023年5月25日，长城汽车发布声明称，已于4月11日向生态环境部、国家市场监督管理总局、工业和信息化部递交举报材料，指比亚迪秦PLUS DM-i、宋PLUS DM-i采用常压油箱，涉嫌整车蒸发污染物排放不达标问题，长城汽车正在密切关注立案及处理进展。比亚迪汽车回应称，测试车辆不符合严格意义上的国标要求的送检状态，坚决反对任何形式的不正当竞争行为，保留法务诉讼权力。举报声明当日逢比亚迪宋Pro DM-i冠军版新车上市，此次事件引发较大关注。媒体报道介绍，比亚迪2023年前4个月近三分之一销量为秦PLUS、宋PLUS车型。事件当日，长城汽车、比亚迪的股票价格分别下跌6.17%和2.41%。
5月29日，比亚迪在深交所互动易平台回应称，比亚迪DM-i采用自主研发的常压油箱燃油蒸汽排放控制技术，符合蒸发排放法规标准。

### 香港门店遭人破坏
2023年6月12日凌晨约4时至7时，比亚迪位于香港湾仔及尖沙咀的陈列室，以及位于天水围的售后服务中心被人淋泼红色油漆；位于元朗的陈列室被汽车撞毁铁闸，歹徒得逞后驱车逃离现场。事后，上述三间陈列室需要暂停营业修复，仅天水围服务中心可以继续运作。比亚迪香港代理联大汽车总经理表示，歹徒在短短三小时内，接连破坏比亚迪四家陈列室及服务中心，相信并非一般寻仇事件，估计歹徒有可能是针对整个比亚迪品牌。6月16日，香港警方表示，共有6名嫌犯被拘捕，为5男1女，当中5名男子有黑社会背景，在案中负责淋油、驾驶车辆和安排车辆，6人均从未在比亚迪任职，其中两人稍后将被控告刑事毁坏。

### 山東工廠機器人事故
2024年10月5日下午3點多左右，山東濟南比亞迪汽車的工廠發生「機器人壓死工人」的意外，但該事故未獲得官方公開通報，而事發的監視器影片數日後已經外流，可見員工進入機器人操作區，後來頭部遭到機器手臂重擊。